# Sunbilla
Sunbilla är en kommun i Spanien.   Den ligger i provinsen Provincia de Navarra och regionen Navarra, i den nordöstra delen av landet, 300 km nordost om huvudstaden Madrid. Antalet invånare är 665. Arean är 10,3 kvadratkilometer.
Terrängen i Sunbilla är huvudsakligen lite kuperad.